# Vizegrafschaft Limoges

Provinzen Frankreichs (1477). Die Vizegrafschaft Limoges zentral in hellem Grün.

Die karolingische Grafschaft Limoges (Comté de Limoges) bestand bereits im 9. Jahrhundert und umfasste zu dieser Zeit auch La Marche. Im 10. Jahrhundert löste sich die Grafschaft auf. Die Herzöge von Aquitanien übernahmen die Grafschaft und richteten zahlreiche Vizegrafschaften ein, die Grafschaft La Marche spaltete sich ab, benachbarte Grafschaften (Auvergne, Berry, Bourbon, Poitou, Périgord und Angoulême) bemächtigten sich einzelner Herrschaften.
Die Vizegrafschaft Limoges (Vicomté de Limoges) kam um Ende des 13. Jahrhunderts an die Familie der Herzöge von Bretagne. Über die Familie Albret wurde Limoges dann an König Heinrich IV. vererbt, mit dem es in den Besitz der französischen Herrscherfamilie gelangte.

## Grafen von Limoges
- Ratger, Graf von Limoges, X 25. Juni 841 in der Schlacht von Fontenoy, eventuell verheiratet mit Rotrud oder Hildegard, beides Töchter des Kaisers Ludwig der Fromme (Karolinger)
- Gerhard, † vor 879, Graf von Limousin (Ramnulfiden)
  - Fulko (Foucher) de Limoges, † wohl 886, Schwager Gerhards
- Ebalus, 902 Graf von Poitou, erobert 904 das Limousin, 927 Herzog von Aquitanien, † 935 (Ramnulfiden)
- Wilhelm III., Sohn Ebalus', Graf von Poitou, Herzog von Aquitanien, 955 Graf von Limoges, † 963

## Erste Vizegrafen von Limoges (Haus Limoges)
- Hildebert, 876, Hildegerius, 884 „lemovicinorus vicecomes“, Aldebertus, 914 „vicecomes“
- Hildegaire/Eldegarius († nach 937) dessen Sohn, Vicomte de Limoges 914
- Fulco, 942 vicomes, vielleicht dessen Bruder und vielleicht identisch mit Foucher, Vicomte de Ségur 947
- Géraud/Geraldus, Sohn Hildegaires, Vicomte de Limoges 963/988
- Guido I, dessen Sohn, Vicomte de Limoges 976–986,
- Adémar I., dessen Sohn, 989/1036 bezeugt, Vicomte de Limoges,
- Guido II., dessen Sohn, Vicomte de Limoges 1036–1052
- Adémar II., dessen Bruder, 1030/1090 bezeugt, Vicomte de Limoges 1030,
- Adémar III., dessen Sohn, 1068/1139 bezeugt, Vicomte de Limoges 1090
- Guido III. († 1124), dessen Sohn, Vicomte
- Humberge genannt Brunissent, 1119/24-um 1153 bezeugt, dessen Schwester, Erbin von Limoges ⚭ Archambaud IV. le Barbu, Vicomte de Comborn, 1119/24–1147 bezeugt

## Haus Comborn
- Archambaud IV. le Barbu, Vicomte de Comborn, 1119/24–1147 bezeugt ⚭ Humberge genannt Brunissent, 1119/24-um 1153 bezeugt, Erbin von Limoges, Tochter des Vicomte Adémar III.
- Guido IV. († 1148) deren Sohn, Vicomte de Limoges, 1141 von König Ludwig VII. als Herzog von Aquitanien bestätigt
- Adémar IV. († 1148), dessen Bruder, Vicomte de Limoges, 1141 von König Ludwig VII. als Herzog von Aquitanien bestätigt
- Boson, genannt Adémar V. († 1199), dessen Sohn, Vicomte de Limoges 1156
- Guido V. († 1229), dessen Sohn, 1199 Vicomte de Limoges
- Guido VI. le Preux († 1263) dessen Sohn, Vicomte de Limoges 1230
- Marie, dessen Tochter, Vicomtesse de Limoges 1263 bzw. 1275–1291 ⚭ Arthur II. Herzog von Bretagne 1305–1312, Vicomte de Limoges 1275–1301

## Haus Frankreich-Dreux
- Arthur II. Herzog von Bretagne 1305–1312, Vicomte de Limoges 1275–1301
- Johann III. Herzog von Bretagne, Vicomte de Limoges 1301–1314
- Guido von Bretagne, dessen Bruder, Vicomte de Limoges 1314–1317, Graf von Penthièvre 1317–1331
- Isabella von Kastilien, Johanns Ehefrau, Vicomtesse de Limoges 1317–1328
- Johann III. von Bretagne, Vicomte de Limoges (2. Mal) 1328–1341
- Johanna von Savoyen, Johanns Ehefrau, Vicomtesse de Limoges 1329–1338
- Johanna, Tochter Guidos, Gräfin von Penthièvre 1331–1384, Vicomtesse de Limoges 1341–1384 ⚭ Karl von Blois, Herzog von Bretagne 1345–1364

## Haus Châtillon
- Johann, deren Sohn, Graf von Penthièvre und Vicomte de Limoges 1384–1404
- Olivier, dessen Sohn, Graf von Penthièvre 1404–1420, Vicomte de Limoges 1404–1433
- Johann, dessen Bruder, Vicomte de Limoges 1433–1454, Graf von Penthiévre 1448–1454
- Wilhelm, dessen Bruder, Vicomte de Limoges 1454–1455
- Franziska, dessen Tochter, Vicomtesse de Limoges 1455–1481 ⚭ Alain d’Albret (Haus Albret)

## Haus Albret
- Alain d’Albret, Vicomte de Limoges 1481–1522, ⚭ Franziska, Vicomtesse de Limoges
  - Jean d’Albret (1469–1516), deren Sohn, König von Navarra ⚭ Katharina, Königin von Navarra
- Heinrich II. (1503–1555) Sohn Johanns, König von Navarra 1516, Vicomte de Limoges 1522
- Johanna von Albret (1528–1572) Königin von Navarra, Vicomtesse de Limoges, ⚭ Anton Herzog von Bourbon
- Heinrich IV. (1553–1610) König von Frankreich und Navarra

Limoges geht im Besitz des Königs auf.